# Abri de Petit-Réderching
L'abri de Petit-Réderching est un abri bétonné souterrain se trouvant sur la commune de Petit-Réderching (au lieu-dit « la Redoute »), dans le département de la Moselle. Il est le plus gros abri-caverne de la ligne Maginot.

## Position
L'abri de Petit-Réderching se situe dans le secteur fortifié de Rohrbach, juste entre les ouvrages de Rohrbach à l'ouest et du Simserhof à l'est. Comme la majorité des abris d'intervalle, il est légèrement en arrière de la « ligne principale de résistance », au sud de la ligne formée par les casemates de Petit-Réderching Ouest, Petit-Réderching Est, Seelberg Ouest et Seelberg Est.

## Description
Il s'agit d'un abri CORF (du nom de la Commission d'organisation des régions fortifiées) pour une compagnie entière, du type abri-caverne (l'autre modèle étant l'abri de surface), reprenant l'architecture classique de ce type de réalisation, à savoir des locaux souterrains, à accès en puits, mais avec la particularité d'être plus vastes et surmontés de trois coffres d'accès (au lieu des deux habituels). S'y rajoute une sortie de secours.
Chaque bloc d'accès comporte un fossé diamant, une passerelle escamotable, et les moyens de défense rapprochée classiques de ce type de structure, mais en plus grand nombre : trois cloches GFM et sept créneaux de tir pour un fusil-mitrailleur.

## État actuel
L'abri est la propriété de la commune. Les blocs d'entrée sont recouverts de terre, seule une des trois cloches émerge encore.